# Campionat del Kazakhstan de ciclisme en contrarellotge
El Campionat del Kazakhstan de ciclisme en contrarellotge s'organitza anualment des de l'any 2000 per determinar el campió ciclista del Kazakhstan en la modalitat.
El títol s'atorga al vencedor d'una única carrera en contrarellotge. El vencedor obté el dret a portar un mallot amb els colors de la bandera kazakh fins al campionat de l'any següent quan disputa proves en contrarellotge.

## Palmarès masculí
| Any  | Primer                                  | Segon                                   | Tercer                                  |
| 2000 | Dmitriy Fofonov                         | Sergueï Yakovlev                        | Andrey Mizourov                         |
| 2001 | Vadim Kravchenko                        | Serguey Drevyanov                       | Pavel Nevdakh                           |
| 2002 | Andrey Mizourov                         | Dmitriy Muravyev                        | Pavel Nevdakh                           |
| 2003 | Dmitriy Muravyev                        | Vadim Lavrenenko                        | Yuriy Yuda                              |
| 2004 | Pavel Nevdakh                           | Andrey Mizourov                         | Yuriy Yuda                              |
| 2005 | Dmitriy Muravyev                        | Maxim Iglinskiy                         | Maxim Gourov                            |
| 2006 | Maxim Iglinskiy                         | Dmitriy Muravyev                        | Yuriy Yuda                              |
| 2007 | Alexsandr Dyachenko                     | Dmitriy Gruzdev                         | Andrey Mizourov                         |
| 2008 | Andrey Mizourov                         | Andrey Zeits                            | Roman Kireyev                           |
| 2009 | Andrey Mizourov                         | Roman Kireyev                           | Andrey Zeits                            |
| 2010 | Andrey Mizourov                         | Roman Kireyev                           | Daniil Fominykh                         |
| 2011 | Dmitriy Gruzdev                         | Andrey Mizourov                         | Alexsandr Dyachenko                     |
| 2012 | Dmitriy Gruzdev                         | Alexey Lutsenko                         | Daniil Fominykh                         |
| 2013 | Andrey Mizourov                         | Aleksandr Dyachenko                     | Daniil Fominykh                         |
| 2014 | Daniil Fominykh                         | Oleg Zemlyakov                          | Dmitriy Rive                            |
| 2015 | Alexey Lutsenko                         | Daniil Fominykh                         | Zhandos Bizhigitov                      |
| 2016 | Dmitriy Gruzdev                         | Zhandos Bizhigitov                      | Nikita Stalnov                          |
| 2017 | Zhandos Bizhigitov                      | Nikita Stalnov                          | Artyom Zakharov                         |
| 2018 | Daniil Fominykh                         | Igor Chzhan                             | Andrey Zeits                            |
| 2019 | Alexey Lutsenko                         | Dmitriy Gruzdev                         | Daniil Fominykh                         |
| 2020 | No disputat per la pandèmia de COVID-19 | No disputat per la pandèmia de COVID-19 | No disputat per la pandèmia de COVID-19 |
| 2021 | Daniil Fominykh                         | Yevgeniy Fedorov                        | Yuriy Natarov                           |
| 2022 | Yuriy Natarov                           | Igor Chzhan                             | Anton Kuzmin                            |
| 2023 | Alexey Lutsenko                         | Dmitriy Gruzdev                         | Anton Kuzmin                            |
| 2024 | Dmitriy Gruzdev                         | Igor Chzhan                             | Gleb Brussenskiy                        |
| 2025 | Yevgeniy Fedorov                        | Daniil Pronskiy                         | Anton Kuzmin                            |

### Palmarès sub-23
| Any  | Primer          | Segon           | Tercer           |
| 2014 | Oleg Zemlyakov  |                 |                  |
| 2015 | Stepan Astafyev | Oleg Zemlyakov  | Yuriy Natarov    |
| 2016 | Yuriy Natarov   | Stepan Astafyev | Anton Lavrentyev |

## Palmarès femení
| Any  | Primera                                 | Segona                                  | Tercera                                 |
| 2005 | Zulfiya Zabirova                        | Lyubov Dombitskaya                      | Olesya Atrashkevich                     |
| 2006 | Zulfiya Zabirova                        | Lyubov Dombitskaya                      |                                         |
| 2007 | Zulfiya Zabirova                        | Mariya Slokotovich                      | Marina Andreichenko                     |
| 2008 | Zulfiya Zabirova                        | Mariya Slokotovich                      | Natalia Yelisseyeva                     |
| 2009 | Mariya Slokotovich                      | Marina Andreichenko                     | Natalya Stefanskaya                     |
| 2010 | Natalya Stefanskaya                     | Elena Antonova                          | Valentina Ylbrikht                      |
| 2015 | Yekaterina Yuraitis                     | Natalya Stefanskaya                     | Natalya Sokovnina                       |
| 2016 | Yekaterina Yuraitis                     | Natalya Saifutdinova                    | Makhabbat Umutzhanova                   |
| 2017 | Natalya Sokovnina                       | Yekaterina Yuraitis                     | Makhabbat Umutzhanova                   |
| 2018 | Natalya Saifutdinova                    | Faina Potapova                          | Tatyana Geneleva                        |
| 2019 | Makhabbat Umutzhanova                   | Natalya Saifutdinova                    | Rinata Akhmetcha                        |
| 2020 | No disputat per la pandèmia de COVID-19 | No disputat per la pandèmia de COVID-19 | No disputat per la pandèmia de COVID-19 |
| 2021 | Rinata Akhmetcha                        | Marina Kuzmina                          | Anzhela Solovyeva                       |
| 2022 | Makhabbat Umutzhanova                   | Yelena Mandrakova                       | Akpeiil Ossim                           |
| 2023 | Makhabbat Umutzhanova                   | Violetta Kazakova                       | Akpeiil Ossim                           |
| 2024 | Rinata Sultanova                        | Akpeiil Ossim                           | Makhabbat Umutzhanova                   |
| 2025 | Akpeiil Ossim                           | Faina Potapova                          | Anzhela Solovyeva                       |